# مينتانا
مينتانا هي بلدة وكومونا تقع في روما العاصمة، لاتسيو، إيطاليا.